# МануЕлла
Мануелла Бречко (словен. Manuella Brečko; нар. 31 січня 1989), знана як МануЕлла (словен. ManuElla) — словенська співачка та авторка пісень. 2016 року представляла Словенію на Євробаченні 2016 із піснею «Blue and Red».

## Життя і кар'єра
Мануелла народилася в Целє, сучасна Словенія. У 6 років почала грати на акордеоні, у 9 — на фортепіано, а у 12 років — на бас-гітарі та створила гурт. У 16 років вона виступила на Національному телебаченні у другому сезоні «Битви талантів». 
У 2011 році вона брала участь у конкурсі Misija Evrovizija і потрапила до півфіналу.
У 2012 році Бречко здобула освіту з музичного продюсування в Університеті електротехніки у Любляні, спеціалізуючись на роботі в студії звукозапису. Вона записала дует з групою StereoTipi, пісню "Tear Me Soft". Її дебютний сингл "Il futuro", створений спільно з Кевіном Корадіним з групи Tide та голландським продюсером Кліффордом Гойлом, на текст якого вона написала самостійно, був випущений у січні 2013 року. Того ж року вона виступила на Фестивалі словенської пісні з піснею "Останній танець", зайнявши 5 місце, та записала дует "Barve" з Матьяжем Єленом, який увійшов до його альбому "Новий дан". 
У 2015 році її запросили на фестиваль RetrOpatija (ретроспектива фестивалю Opatija), де вона була єдиною словенською виконавицею, яка виконала пісню «Vozi me vlak u daljave».
5 січня 2016 року оголошена однією із десяти учасників конкурсу EMA 2016 з піснею «Blue and Red». У фіналі, що відбувся 27 лютого, вона була оголошена переможницею.
Бречко представляла Словенію на пісенному конкурсі Євробачення 2016 під час другого півфіналу, який відбувся 12 травня 2016 року в Стокгольмі, Швеція.
У грудні 2016 року вона переїхала до Стокгольма, щоб розпочати міжнародну кар'єру. У 2017 році Ману випустила свій сингл-повернення «Salvation», який привернув увагу на потокових сервісах і став найпопулярнішим синглом словенського сольного виконавця, який не був на Євробаченні. На початку 2018 року стало відомо, що Ману знову потрапить на EMA з піснею «The Sound».
У серпні 2019 року Бречко одружилася з Мар'яном Хвало і змінила ім'я на Емануела Хвала. Вони повернулися до Словенії. 
У березні 2020 року випустила свою першу пісню під новим сценічним псевдонімом Ману — «Only Love». У грудні 2022 року випустила свій дебютний альбом Sunrise.

### Сингли
- «Raztrgaj me nežno» (2012)
- «Il futuro» (2013)
- «V tvojem ognju (Inferno)» (2013)
- «Zadnji ples» (2013)
- «Barve» (2013)
- «Silent Night» (2014)
- «Blue and Red» (2016)
- «Salvation» (2017)
- «The Sound» (2018)
- «Only Love» (2020)
- «Forever Flow» (2020)
- «All That Matters» (2022)

### Альбоми
- «Sunrise» (2022)